# Eficiência energética nos transportes

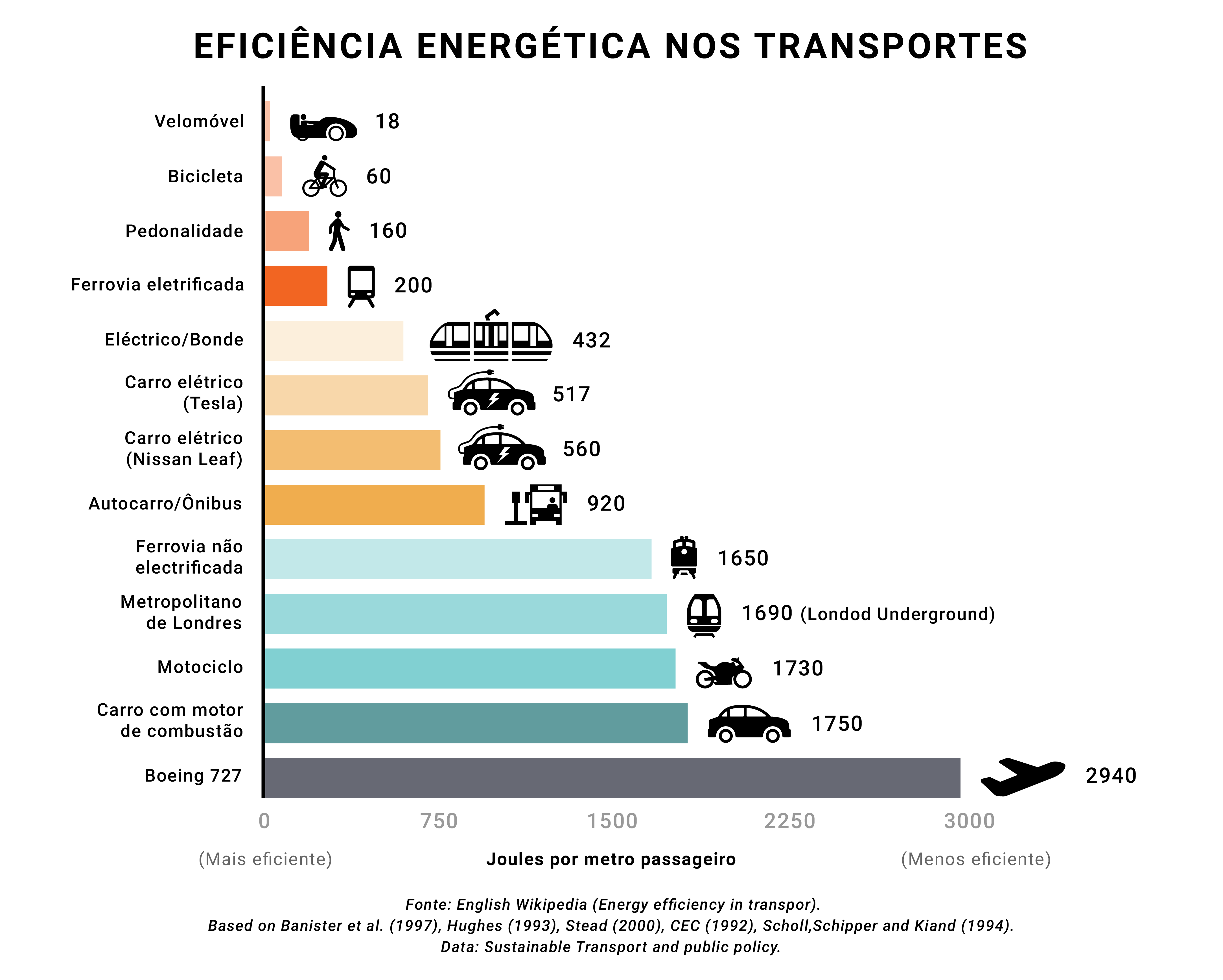
Eficiência energética nos transportes. Diferentes meios de transporte podem ser comparados em termos de eficiência energética, pois as conversões energéticas entre uma quilocaloria, um kWh ou um litro de gasolina ou gasóleo, para um Joule, são bem conhecidas da ciência.

A eficiência energética nos transportes é a distância útil percorrida, de passageiros, bens ou qualquer tipo de carga, dividida pela energia total colocada nos meios de propulsão do referido meio de transporte. A energia pode ser apresentada sob várias formas, dependendo do tipo de propulsão, e normalmente é apresentada em combustíveis líquidos, energia elétrica ou energia alimentar. A eficiência energética também é ocasionalmente conhecida como intensidade energética. O inverso da eficiência energética nos transportes, é o consumo energético nos transportes.
A eficiência energética nos transportes é muitas vezes, e de forma confusa, descrita em termos de consumo de combustível. Todavia, o consumo de combustível está ligado a meios de propulsão que fazem uso de combustíveis líquidos, enquanto a eficiência energética é aplicável a qualquer tipo de propulsão. Para evitar confusões terminológicas e para poder comparar a eficiência energética em qualquer tipo de veículo, os especialistas tendem a medir a energia no Sistema Internacional de Unidades, ou seja, Joules.
Por conseguinte, no Sistema Internacional de Unidades, a eficiência energética nos transportes é medida em metros por Joule, ou m/J, enquanto o consumo energético nos transportes é medido em termos de Joules por metro, ou J/m. Quanto mais eficiente é o veículo, mais metros percorre com um Joule (maior eficiência), ou menos Joules utiliza para viajar ao longo de um metro (menos consumo). A eficiência energética nos transportes varia consideravelmente em função do meio de transporte. Enquanto uma bicicleta tem um consumo de cerca de cem kilojoules por quilómetro, um helicóptero pode atingir dezenas de megajoules por quilômetro.